# سجاد جاسم
سجاد جاسم موسى (مواليد 1998) هو لاعب كرة قدم عراقي يلعب حاليا في مركز خط الوسط في نادي الشرطة.